# Grand Prix Cycliste de Montréal 2022
Il Grand Prix Cycliste de Montréal 2022, undicesima edizione della corsa, valido come trentasettesima prova dell'UCI World Tour 2022 categoria 1.UWT, si svolse l'11 settembre 2022 su un percorso di 221,4 km a Montréal, in Canada. La vittoria fu appannaggio dello sloveno Tadej Pogačar, che completò il percorso in 5h59'38", alla media di 36,831 km/h precedendo il belga Wout Van Aert e l'italiano Andrea Bagioli.
Sul traguardo di Montréal 77 ciclisti, su 145 partiti dalla medesima località, portarono a termine la manifestazione.

## Squadre e corridori partecipanti
| N.      | Cod. | Squadra                     |
| ------- | ---- | --------------------------- |
| 1-7     | ACT  | AG2R Citroën Team           |
| 11-17   | TJV  | Jumbo-Visma                 |
| 21-27   | IGD  | Ineos Grenadiers            |
| 31-37   | UAD  | UAE Team Emirates           |
| 41-47   | BOH  | Bora-Hansgrohe              |
| 51-57   | IWG  | Intermarché-Wanty-Gobert    |
| 61-67   | TBV  | Bahrain Victorious          |
| 71-77   | QST  | Quick-Step Alpha Vinyl Team |
| 81-87   | GFC  | Groupama-FDJ                |
| 91-96   | COF  | Cofidis                     |
| 101-107 | LTS  | Lotto Soudal                |

| N.      | Cod. | Squadra                 |
| ------- | ---- | ----------------------- |
| 111-117 | BEX  | Team BikeExchange-Jayco |
| 121-127 | TFS  | Trek-Segafredo          |
| 131-137 | MOV  | Movistar Team           |
| 141-147 | IPT  | Israel-Premier Tech     |
| 151-157 | DSM  | Team DSM                |
| 161-167 | EFE  | EF Education-EasyPost   |
| 171-177 | AST  | Astana Qazaqstan Team   |
| 181-187 | ARK  | Team Arkéa-Samsic       |
| 191-197 | TEN  | TotalEnergies           |
| 201-207 | CAN  | Canada                  |

## Ordine d'arrivo (Top 10)
| Pos. | Corridore        | Squadra    | Tempo    |
| ---- | ---------------- | ---------- | -------- |
| 1    | Tadej Pogačar    | UAE        | 5h59'38" |
| 2    | Wout Van Aert    | Jumbo      | s.t.     |
| 3    | Andrea Bagioli   | Quick-Step | s.t.     |
| 4    | Adam Yates       | Ineos      | a 1"     |
| 5    | David Gaudu      | Groupama   | a 2"     |
| 6    | Mauro Schmid     | Quick-Step | a 22"    |
| 7    | Giovanni Aleotti | Bora       | s.t.     |
| 8    | Romain Bardet    | DSM        | a 23"    |
| 9    | Pello Bilbao     | Bahrain    | a 28"    |
| 10   | Warren Barguil   | Arkea      | a 31"    |